# 中間棘花鮨
中間棘花鮨，又稱中間棘花鱸，為輻鰭魚綱鱸形目鱸亞目鮨科的其中一種，分布於西印度洋的亞丁灣海域，棲息深度190-290公尺，體長可達8.9公分，為底棲性魚類，屬肉食性，生活習性不明。

## 擴展閱讀
維基物種上的相關：中間棘花鮨